# Chelonus bolsoni
Chelonus bolsoni är en stekelart som först beskrevs av Papp 1999.  Chelonus bolsoni ingår i släktet Chelonus och familjen bracksteklar. Inga underarter finns listade i Catalogue of Life.